# Albánská řeckokatolická církev
Albánská řeckokatolická církev je jednou z východních církví byzantského obřadu.

## Historie a současnost
První komunita albánských řeckokatolických věřících existovala od roku 1628, ale po více než století zanikla. Další komunita vznikla začátkem 20. století. Dne 11. listopadu 1939 vznikla a Apoštolská administratura Jižní Albánie. Po tom, co komunistická vláda Albánie vyhlásila ateistický stát (1967), komunita zanikla.
Od roku 1996 je apoštolským administrátorem Hil Kabashi OFM, titulární biskup Turres in Byzacena. Většina věřících apoštolské administratury je však latinského obřadu (římskokatolíci) mimo komunity v Elbasane.
Roku 2010 měla administratura 3 558 věřících v 8 farnostech, 1 diecézního kněze, 12 řeholních kněží, 16 řeholníků a 88 řeholnic.